# Phyllodactylus wirshingi
Phyllodactylus wirshingi este o specie de șopârle din genul Phyllodactylus, familia Gekkonidae, descrisă de Harold W. Kerster și Smith 1955.

## Subspecii
Această specie cuprinde următoarele subspecii:
- P. w. hispaniolae
- P. w. sommeri
- P. w. wirshingi